# Samuel Loe
Pour les articles homonymes, voir Loe.
 (janvier 2024).
La mise en forme du texte ne suit pas les recommandations de Wikipédia : il faut le « wikifier ».
Les points d'amélioration suivants sont les cas les plus fréquents :
- Les titres sont pré-formatés par le logiciel. Ils ne sont ni en capitales, ni en gras.
- Le texte ne doit pas être écrit en capitales (les noms de famille non plus), ni en gras, ni en italique, ni en « petit »…
- Le gras n'est utilisé que pour surligner le titre de l'article dans l'introduction, une seule fois.
- L'italique est rarement utilisé : mots en langue étrangère, titres d'œuvres, noms de bateaux, etc.
- Les citations ne sont pas en italique mais en corps de texte normal. Elles sont entourées par des guillemets français : « et ».
- Les listes à puces sont à éviter, des paragraphes rédigés étant largement préférés. Les tableaux sont à réserver à la présentation de données structurées (résultats, etc.).
- Les appels de note de bas de page (petits chiffres en exposant, introduits par l'outil «  Source ») sont à placer entre la fin de phrase et le point final[comme ça].
- Les liens internes (vers d'autres articles de Wikipédia) sont à choisir avec parcimonie. Créez des liens vers des articles approfondissant le sujet. Les termes génériques sans rapport avec le sujet sont à éviter, ainsi que les répétitions de liens vers un même terme.
- Les liens externes sont à placer uniquement dans une section « Liens externes », à la fin de l'article. Ces liens sont à choisir avec parcimonie suivant les règles définies. Si un lien sert de source à l'article, son insertion dans le texte est à faire par les notes de bas de page.
- La présentation des références doit suivre les conventions bibliographiques. Il est recommandé d'utiliser les modèles {{Ouvrage}}, {{Chapitre}}, {{Article}}, {{Lien web}} et/ou {{Bibliographie}}. Le mode d'édition visuel peut mettre en forme automatiquement les références.
- Insérer une infobox (cadre d'informations à droite) n'est pas obligatoire pour parachever la mise en page.

Pour une aide détaillée, merci de consulter Aide:Wikification.
Si vous pensez que ces points ont été résolus, vous pouvez retirer ce bandeau et améliorer la mise en forme d'un autre article.
Né le 22 novembre 1979, Samuel Loe est un  réalisateur, producteur, entrepreneur et patron de médias camerounais. Il est le fondateur de Tarrafilms et cofondateur du groupe média germano-camerounais Naja International Group, spécialisé dans la communication et la production de contenus audiovisuels pour la télévision et comportant la chaîne de télévision en ligne  naja tv.

## Biographie

### Etudes et Formations
A l’obtention de son baccalauréat en 2004, il décide d’aller poursuivre des études des études de Cinéma en Allemagne. En 2010, il obtient un bachelor en production des médias à OWL University of Applied Sciences and Arts. En 2013,  il obtient un M.A en visual production - Digital film production à  University of applied sciences and art dans l'État de la Rhénanie-du-Nord-Westphalie,en Allemagne.

### Carrière
A la fin de ses études, Samuel Loe met sur pied Tarrafilms; société dédiée essentiellement à la production et la distribution de documentaires, fictions et séries TV. Il met en standby le projet tarrafilms au profit de Naja Productionqu’il cofonde  et occupe le poste de Directeur technique et artistique. Le groupe possède une chaîne de télévision en ligne, naja tv qui diffuse ses propres contenus. En 2018, le journaliste Jean-Bruno Tagne rejoint l’équipe et devient directeur général adjoint.

### Réalisations
En 2009, Samuel Loe réalise un documentaire sur la sorcellerie au Cameroun The Nightmare of a belief ,. The Nightmare of a belief a été en sélection officielle dans plusieurs festivals dans le monde ( Allemagne, Serbie, Pogne, République Tchèque, Autriche, Etats-Unis, Angleterre) et a eu deux prix International festival of Ethnological Filmde Belgrade en Serbie. En 2010, en collaboration avec Vincent Djeumo, Samuel Loe coproduit un documentaire intitulé les traces du Cameroun à Berlin diffusé sur TV5 monde. En 2014, il co-produit une web-série tv de 7 épisodes dans la ville de Stuttgart en Allemagne, réunissant ainsi plusieurs acteurs de renommée internationale à l'instar de:  Emil Abossolo Mbo, Binda Ngazolo, Félix Kama, Paulin Tadjadeu, Gratia Mahop comme formateurs. Il a réalisé plusieurs courts métrages à l'instar de my questécrit par Emil Abossolo Mbo. En 2018, il coréalise avec Paulin Tadjadjeu, une affaire de Mini Jupe Saison 2 diffusé sur RTS (Télévision Suisse Romane )  et TV5 Monde. En janvier 2022, il a réalisé et coproduit pour le compte de la coopération allemande un documentaire sur l'œuvre allemande au Cameroun. Avec Naja Production, il a coproduit et réalisé de nombreux projets dont les émissions Naja Talk Show, autant le dire, la rubrique Ecce Homo de l'émission la Grande Interview sur la chaine de télévision Canal 2 International .